# 埃罗·贝里
埃罗·贝里（芬蘭語：Eero Berg，1898年2月17日—1969年7月14日），芬兰男子田径运动员。他曾代表芬兰参加1924年夏季奥林匹克运动会田径比赛，获得一枚金牌和一枚铜牌。